# Der Verleger
Der Verleger ist ein zweiteiliger deutscher Fernsehfilm, der im Auftrage des WDR und NDR von der Regina Ziegler Filmproduktion hergestellt wurde. Die Erstausstrahlung fand am 9. und 10. Oktober 2001 in der ARD statt. Der Film entstand nach einem Szenario von Paul Hengge.

## Handlung
Basierend auf der Biographie von Michael Jürgs wird der Lebensweg des Verlegers Axel Springer schlaglichtartig von der frühen Nachkriegszeit mit der Konzessionierung seines ersten Blattes über die Einführung der Bild-Zeitung, die Übernahme des Ullstein-Verlages, den Besuch bei Chruschtschow in Moskau 1958, den Bau seines Verlagshochhauses an der Berliner Kochstraße, die APO-Zeit und den Anschlag auf sein Hamburger Verlagsgebäude 1973 bis kurz nach der Selbsttötung seines Sohnes Axel Springer junior im Januar 1980 nachgezeichnet.

## Auszeichnung
- 3sat-Zuschauerpreis, 2001